# Liga Europeană EHF Feminin 2021-2022 - fazele eliminatorii
Acest articol descrie fazele eliminatorii ale Ligii Europene EHF Feminin 2021-2022.

## Echipele calificate
În această fază s-au calificat echipele care au terminat pe primele două locuri în fiecare din cele patru grupe preliminare:
| De pe locul 1 din grupă | De pe locul 2 din grupă |
| ----------------------- | ----------------------- |
| Sola HK                 | ESBF Besançon           |
| SG BBM Bietigheim       | CS Minaur Baia Mare     |
| Herning-Ikast Håndbold  | Storhamar HE            |
| Viborg HK               | SCM Râmnicu Vâlcea      |

## Format
În sferturile de finală fiecare echipă clasată pe primul loc într-una din grupele preliminare a jucat împotriva unei echipe clasate pe locul al doilea în altă grupă preliminară. Partidele s-au desfășurat în sistem tur-retur. Distribuția echipelor în sferturile de finală s-a făcut conform regulamentului competiției, echipele din grupa A jucând împotriva celor din grupa B, iar echipele din grupa C împotriva celor din grupa D.
Câștigătoarele sferturilor de finală au avansat în Final4.

## Sferturile de finală
| Echipa 1            | Scor gen. | Echipa 2               | Tur     | Retur   |
| ------------------- | --------- | ---------------------- | ------- | ------- |
| CS Minaur Baia Mare | 69 – 61   | Sola HK                | 40 – 32 | 29 – 29 |
| ESBF Besançon       | 43 – 59   | SG BBM Bietigheim      | 23 – 29 | 20 – 30 |
| SCM Râmnicu Vâlcea  | 61 – 72   | Herning-Ikast Håndbold | 33 – 39 | 28 – 33 |
| Storhamar HE        | 68 – 71   | Viborg HK              | 31 – 33 | 37 – 38 |

| 26 martie 2022 16:00 | CS Minaur Baia Mare | 40 – 32 | Sola HK | Sala Sporturilor „Lascăr Pană”, Baia Mare Asistență: 1.900 Arbitri: Praštalo, Balvan |
| 26 martie 2022 16:00 | Lavko 9             | (18–14) | Deila 8 | Sala Sporturilor „Lascăr Pană”, Baia Mare Asistență: 1.900 Arbitri: Praštalo, Balvan |
| 26 martie 2022 16:00 | 3× 1×               | Raport  | 3× 1×   | Sala Sporturilor „Lascăr Pană”, Baia Mare Asistență: 1.900 Arbitri: Praštalo, Balvan |

| 26 martie 2022 18:00 | Storhamar HE | 31 – 33 | Viborg HK | BoligPartner Arena, Storhamar Asistență: 1.624 Arbitri: Hofer, Schmidhuber |
| 26 martie 2022 18:00 | Obaidli 9    | (19–18) | Nolsøe 9  | BoligPartner Arena, Storhamar Asistență: 1.624 Arbitri: Hofer, Schmidhuber |
| 26 martie 2022 18:00 | 2×           | Raport  | 4× 1×     | BoligPartner Arena, Storhamar Asistență: 1.624 Arbitri: Hofer, Schmidhuber |

| 27 martie 2022 14:00 | SCM Râmnicu Vâlcea | 33 – 39 | Herning-Ikast Håndbold | Sala Sporturilor „Traian”, Râmnicu Vâlcea Asistență: 1.500 Arbitri: Charitsos, Naskos |
| 27 martie 2022 14:00 | Glibko 9           | (17–20) | Friis 11               | Sala Sporturilor „Traian”, Râmnicu Vâlcea Asistență: 1.500 Arbitri: Charitsos, Naskos |
| 27 martie 2022 14:00 | 4× 1×              | Raport  | 2× 1×                  | Sala Sporturilor „Traian”, Râmnicu Vâlcea Asistență: 1.500 Arbitri: Charitsos, Naskos |

| 27 martie 2022 14:00 | ESBF Besançon | 23 – 29 | SG BBM Bietigheim | Palais des Sports Ghani-Yalouz, Besançon Asistență: 3.000 Arbitri: Ciulei, Stănescu |
| 27 martie 2022 14:00 | Mairot 5      | (13–17) | Maidhof 10        | Palais des Sports Ghani-Yalouz, Besançon Asistență: 3.000 Arbitri: Ciulei, Stănescu |
| 27 martie 2022 14:00 | 4×            | Raport  | 7× 2×             | Palais des Sports Ghani-Yalouz, Besançon Asistență: 3.000 Arbitri: Ciulei, Stănescu |

| 2 aprilie 2022 16:00 | SG BBM Bietigheim    | 30 – 20 | ESBF Besançon | MHPArena, Ludwigsburg Asistență: 1.481 Arbitri: Di Domenico, Fornasier |
| 2 aprilie 2022 16:00 | Lauenroth, Schulze 5 | (12–10) | Rosiak 5      | MHPArena, Ludwigsburg Asistență: 1.481 Arbitri: Di Domenico, Fornasier |
| 2 aprilie 2022 16:00 | 5× 1×                | Raport  | 3×            | MHPArena, Ludwigsburg Asistență: 1.481 Arbitri: Di Domenico, Fornasier |

| 2 aprilie 2022 18:00 | Herning-Ikast Håndbold | 33 – 28 | SCM Râmnicu Vâlcea | IBF Arena, Ikast Asistență: 1.056 Arbitri: Rauchs, Linster |
| 2 aprilie 2022 18:00 | Scaglione 7            | (16–12) | Elghaoui 10        | IBF Arena, Ikast Asistență: 1.056 Arbitri: Rauchs, Linster |
| 2 aprilie 2022 18:00 | 2× 1×                  | Raport  | 6× 1×              | IBF Arena, Ikast Asistență: 1.056 Arbitri: Rauchs, Linster |

| 3 aprilie 2022 14:00 | Viborg HK    | 38 – 37 | Storhamar HE | Vibocold Arena, Viborg Asistență: 1.866 Arbitri: Weijmans, Wolbertus |
| 3 aprilie 2022 14:00 | Jørgensen 11 | (19–21) | Hovden 12    | Vibocold Arena, Viborg Asistență: 1.866 Arbitri: Weijmans, Wolbertus |
| 3 aprilie 2022 14:00 | 2×           | Raport  | 3× 1×        | Vibocold Arena, Viborg Asistență: 1.866 Arbitri: Weijmans, Wolbertus |

| 3 aprilie 2022 16:00 | Sola HK  | 29 – 29 | CS Minaur Baia Mare | Idrettshall, Stavanger Asistență: 2.500 Arbitri: Korja, Metsämäki |
| 3 aprilie 2022 16:00 | Herrem 8 | (16–10) | Laslo 7             | Idrettshall, Stavanger Asistență: 2.500 Arbitri: Korja, Metsämäki |
| 3 aprilie 2022 16:00 | 4× 2×    | Raport  | 3×                  | Idrettshall, Stavanger Asistență: 2.500 Arbitri: Korja, Metsämäki |

### Final four

#### Echipe calificate
- SG BBM Bietigheim
- Herning-Ikast Håndbold
- Viborg HK
- CS Minaur Baia Mare

#### Tragerea la sorți
Tragerea la sorți pentru distribuția în semifinale a fost efectuată pe 7 aprilie 2022, la Viena. Tot pe 7 aprilie a fost decis și locul unde s-a desfășurat turneul Final four: Vibocold Arena din Viborg.
|  | Semifinalele        | Semifinalele      |             |    | Finala | Finala |
|  |                     |                   |             |    |        |        |
|  | 14 mai 2022         |                   |             |    |        |        |
|  |                     |                   |             |    |        |        |
|  | Viborg HK           | 28                |             |    |        |        |
|  | Viborg HK           | 28                | 15 mai 2022 |    |        |        |
|  | CS Minaur Baia Mare | 24                |             |    |        |        |
|  | CS Minaur Baia Mare | 24                | Viborg HK   | 20 |        |        |
|  | 14 mai 2022         |                   | Viborg HK   | 20 |        |        |
|  |                     | SG BBM Bietigheim | 31          |    |        |        |
|  | Herning-Ikast HK    | SG BBM Bietigheim | 31          | 33 |        |        |
|  | Herning-Ikast HK    |                   |             | 33 |        |        |
|  | SG BBM Bietigheim   | 34                |             |    |        |        |
|  | SG BBM Bietigheim   | 34                | Finala mică |    |        |        |
|  |                     |                   |             |    |        |        |
|  | 15 mai 2022         |                   |             |    |        |        |
|  |                     |                   |             |    |        |        |
|  | CS Minaur Baia Mare | 28                |             |    |        |        |
|  | CS Minaur Baia Mare | 28                |             |    |        |        |
|  | Herning-Ikast HK    | 29                |             |    |        |        |

#### Semifinalele
În urma tragerii la sorți din 7 aprilie au rezultat următoarele semifinale:
| 14 mai 2022 15:30 | Herning-Ikast HK | 33 – 34 | SG BBM Bietigheim | Vibocold Arena, Viborg Asistență: 1.469 Arbitri: Hatipoğlu, Şimşek |
| 14 mai 2022 15:30 | Brandt 8         | (12–14) | Kudłacz-Gloc 8    | Vibocold Arena, Viborg Asistență: 1.469 Arbitri: Hatipoğlu, Şimşek |
| 14 mai 2022 15:30 | 7× 1×            | Raport  | 7× 1×             | Vibocold Arena, Viborg Asistență: 1.469 Arbitri: Hatipoğlu, Şimşek |

| 14 mai 2022 18:00 | Viborg HK  | 28 – 24 | CS Minaur Baia Mare | Vibocold Arena, Viborg Asistență: 1.517 Arbitri: Christidi, Papamattheou |
| 14 mai 2022 18:00 | Haugsted 7 | (16–13) | Laslo 7             | Vibocold Arena, Viborg Asistență: 1.517 Arbitri: Christidi, Papamattheou |
| 14 mai 2022 18:00 | 3× 1×      | Raport  | 2× 1×               | Vibocold Arena, Viborg Asistență: 1.517 Arbitri: Christidi, Papamattheou |

#### Finala mică
| 15 mai 2022 15:30 | CS Minaur Baia Mare | 28 – 29 | Herning-Ikast HK | Vibocold Arena, Viborg Asistență: 1.688 Arbitri: Duplîi, Pobedrina |
| 15 mai 2022 15:30 | Lavko 7             | (12–14) | Bakkerud 6       | Vibocold Arena, Viborg Asistență: 1.688 Arbitri: Duplîi, Pobedrina |
| 15 mai 2022 15:30 | 4×                  | Raport  | 1×               | Vibocold Arena, Viborg Asistență: 1.688 Arbitri: Duplîi, Pobedrina |

#### Finala
| 15 mai 2022 18:00 | Viborg HK      | 20 – 31 | SG BBM Bietigheim | Vibocold Arena, Viborg Asistență: 1.697 Arbitri: Antić, Jakovljević |
| 15 mai 2022 18:00 | K. Jørgensen 6 | (10–17) | Maidhof 6         | Vibocold Arena, Viborg Asistență: 1.697 Arbitri: Antić, Jakovljević |
| 15 mai 2022 18:00 | 4× 2×          | Raport  | 4× 2×             | Vibocold Arena, Viborg Asistență: 1.697 Arbitri: Antić, Jakovljević |